# بانغ تشان
بانغ تشان (هانغل: 방찬) هو رابر وكاتب أغاني ومنتج أسطوانات أسترالي، ولد في 3 أكتوبر 1997 في سيدني في أستراليا.

## وصلات خارجية
- بانغ تشان على موقع IMDb (الإنجليزية)
- بانغ تشان على موقع ميوزك برينز (الإنجليزية)
- بانغ تشان على موقع أول ميوزيك (الإنجليزية)
- بانغ تشان على موقع ديسكوغز (الإنجليزية)
- بانغ تشان على موقع قاعدة بيانات الفيلم (الإنجليزية)